# اپ هابسار
اپ هابسار (استونیایی: Epp Haabsaar؛ زادهٔ ۲۱ نوامبر ۱۹۵۳) قاضی،  سیاستمدار زن و نماینده سابق مجلس اهل استونی است.